# Gallia (Gounod)
Pour les articles homonymes, voir Gallia.

Gallia, sous-titrée motet-lamentation, est une pièce pour soprano solo, chœurs et orchestre, composée en 1871 par Charles Gounod. Les paroles en latin s'inspirent du Livre des Lamentations, décrivant dans l'introduction (mi mineur) la désolation de Jérusalem, puis dans le solo de la soprano l'impiété de la ville ravagée. Le chœur intervient ensuite pour une supplique à Dieu (« vide Domine, afflictionem meam », i.e. « vois Seigneur mon affliction »), avant le finale (mi majeur), où la soprano puis le chœur enjoignent à la ville de revenir vers Dieu.
Dans cette œuvre, composée à Londres en 1871 au lendemain de la guerre franco-allemande, Gounod a voulu "représenter la France telle qu'elle était... outragée, insultée, violée par l'insolence et la brutalité de son ennemi...". Le chanoine Joseph Besnier qui avait programmé cet oratorio dans son programme de concerts spirituels de 1944 s'en est vu interdire l'exécution par l'occupant au dernier moment.